# Museo di antropologia di Napoli
Il Museo di antropologia di Napoli è un centro universitario, afferente alla direzione museale dell'ateneo federiciano.

## Storia
Il museo nasce nel 1881, creato dall'antropologo ed etnologo Giustiniano Nicolucci, dietro la spinta di Francesco De Sanctis, allora ministro dell'Istruzione Pubblica. L'allora Gabinetto di antropologia raccoglieva reperti e collezioni accumulate da Nicolucci durante le sue campagne e venne esteso durante gli anni in cui deteneva la cattedra di antropologia all'università partenopea.
Dopo la morte di Nicolucci e durante l'epoca fascista, in cui venne abolita la cattedra di antropologia, il museo rimase chiuso al pubblico, rimanendo un centro di studi strettamente accademico, se non lasciato all'abbandono, con oggetti relegati nei depositi dell'ateneo.  Allo stato di degrado, si aggiunsero le devastazioni dei bombardamenti della Seconda Guerra mondiale degli anni 1943-44, che colpirono i locali dell'università e -conseguentemente- causarono danni anche al museo di antropologia.
La cattedra di antropologia venne poi ripristinata nell'anno accademico 1980-81 ed il museo iniziò ad essere restaurato, fino all'apertura al pubblico, avvenuta nel 1994.

## Reperti archeologici ed etnografici
I materiali che costituiscono le collezioni del Museo documentano la paleobiologia delle popolazioni dell'Italia meridionale, oltre a collezioni archeologiche preistoriche dell'Europa, dell'Asia occidentale, del Nord Africa e delle Americhe.
Tra gli elementi di particolare interesse dell'esposizione si annovera anche la collezione di osteologica animale,  i cui reperti provengono per lo più da siti preistorici, fra cui la grotta Romanelli in Puglia, i quali reperti sono risalenti a 11000-12000 anni fa.  Nel anni cinquanta è stata acquisita una mummia del 700 d.C. proveniente dalla zona di Tiwanaku in Bolivia. Questi reperti fanno parte dei numerosi oggetti archeologici pervenuti alla collezione, principalmente dall'Italia meridionale, ma anche da altre parti del mondo. Altri reperti archeologici provengono da donazioni, fra le quali spicca quella del 1879 di Heinrich Schliemann a Nicolucci di diversi oggetti rinvenuti nello scavo di Troia, mentre altri erano parte della collezione di Nicolucci stesso, come varie armi ed utensili in pietra dell'America settentrionale od oggetti dello scavo della Grotta Nicolucci.
Altre collezioni del museo raccolgono oggetti frutto degli studi etnografici di Nicolucci, come armi od oggetti quotidiani di varie tribù africane.

## Orari di visita
- Dal lunedì al venerdì dalle ore 9.00 alle 13.30
- Lunedì e giovedì anche dalle ore 14.30 alle 16.50